# Centre d’électronique de l’armement
Das Centre d’électronique de l’armement (CELAR; deutsch Zentrum für elektronische Rüstungsgüter) ist das Zentrum für elektronische Aufklärung des französischen Verteidigungsministeriums. CELAR arbeitet eng mit dem Auslandsgeheimdienst DGSE zusammen.
Die Aufgabe des seit 1968 bestehenden Zentrums ist die Überwachung der elektronischen Kommunikation im zivilen und militärischen Bereich und deren Aufklärung. Dazu betreibt der Dienst über 30 Abhörstationen unter anderem in den ehemaligen Kolonien Frankreichs. 780 Personen, ein Drittel davon Ingenieure, arbeiten für CELAR.